# Climacocylis
Genre
Climacocylis est un genre de ciliés marins de la famille des Metacylididae.

## Distribution
C'est un genre avec une distribution en mer Méditerranée.

## Liste des espèces
Selon le World Register of Marine Species (10 octobre 2022) :
- Climacocylis scalaria Brandt, 1906
- Climacocylis scalaroides Kofoid & Campbell, 1929

Nom incertain
- Climacocylis sipho (Brandt, 1906) Kofoid & Campbell, 1929 (taxon inquirendum)

## Systématique
Le nom correct complet (avec auteur) de ce taxon est Climacocylis Jörgensen (d), 1924.

## Publication originale
- (en) Jörgensen E., 1924. Mediterranean Tintinnids. Report on the Danish Oceanographical Expeditions 1908-10, Vol II, J.3 (Biology), pages 1-110.